# Encores
Pour les articles homonymes, voir Encores (homonymie).
Encores est un EP live du groupe Dire Straits sorti en mai 1993, simultanément avec l'album live On the Night dont il est le complément.
Encores comporte 4 titres dont un seul (Your Latest Trick) figure également sur l'album On the Night.
Mené par la chanson Your Latest Trick qui est envoyée aux radios sous la forme d'un single promotionnel, l'EP entre dans les charts de plusieurs pays (il est compté dans la catégorie single), se classant notamment 3e aux Pays-Bas, 10e en Norvège, 18e en Belgique et 1er en France pendant six semaines consécutives. C'est la première fois qu'un EP s'est classé numéro un en France depuis la création d'un classement officiel des ventes de singles en novembre 1984.

## Liste des titres
Toutes les chansons sont écrites et composées par Mark Knopfler.
| No | Titre                   | Durée |
| -- | ----------------------- | ----- |
| 1. | Your Latest Trick       | 5:41  |
| 2. | The Bug                 | 5:24  |
| 3. | Solid Rock              | 5:20  |
| 4. | Local Hero (Wild Theme) | 4:19  |

## Musiciens
- Mark Knopfler – chant, guitare
- John Illsley – basse, chœurs
- Alan Clark – claviers
- Guy Fletcher – claviers, chœurs
- Danny Cummings – percussions, chœurs
- Paul Franklin – guitare pedal steel
- Phil Palmer – guitare rythmique, chœurs
- Chris White – saxophone, flûte, chœurs
- Chris Whitten – batterie

## Classements hebdomadaires
| Classement (1993)                      | Meilleure position |
| -------------------------------------- | ------------------ |
| Allemagne (GfK Entertainment)          | 34                 |
| Australie (ARIA)                       | 47                 |
| Autriche (Ö3 Austria Top 40)           | 19                 |
| Belgique (Flandre Ultratop 50 Singles) | 18                 |
| France (SNEP)                          | 1                  |
| Norvège (VG-lista)                     | 10                 |
| Pays-Bas (Single Top 100)              | 3                  |
| Royaume-Uni (UK Singles Chart)         | 31                 |
| Suisse (Schweizer Hitparade)           | 20                 |